# Seznam československých velvyslanců v Dánsku

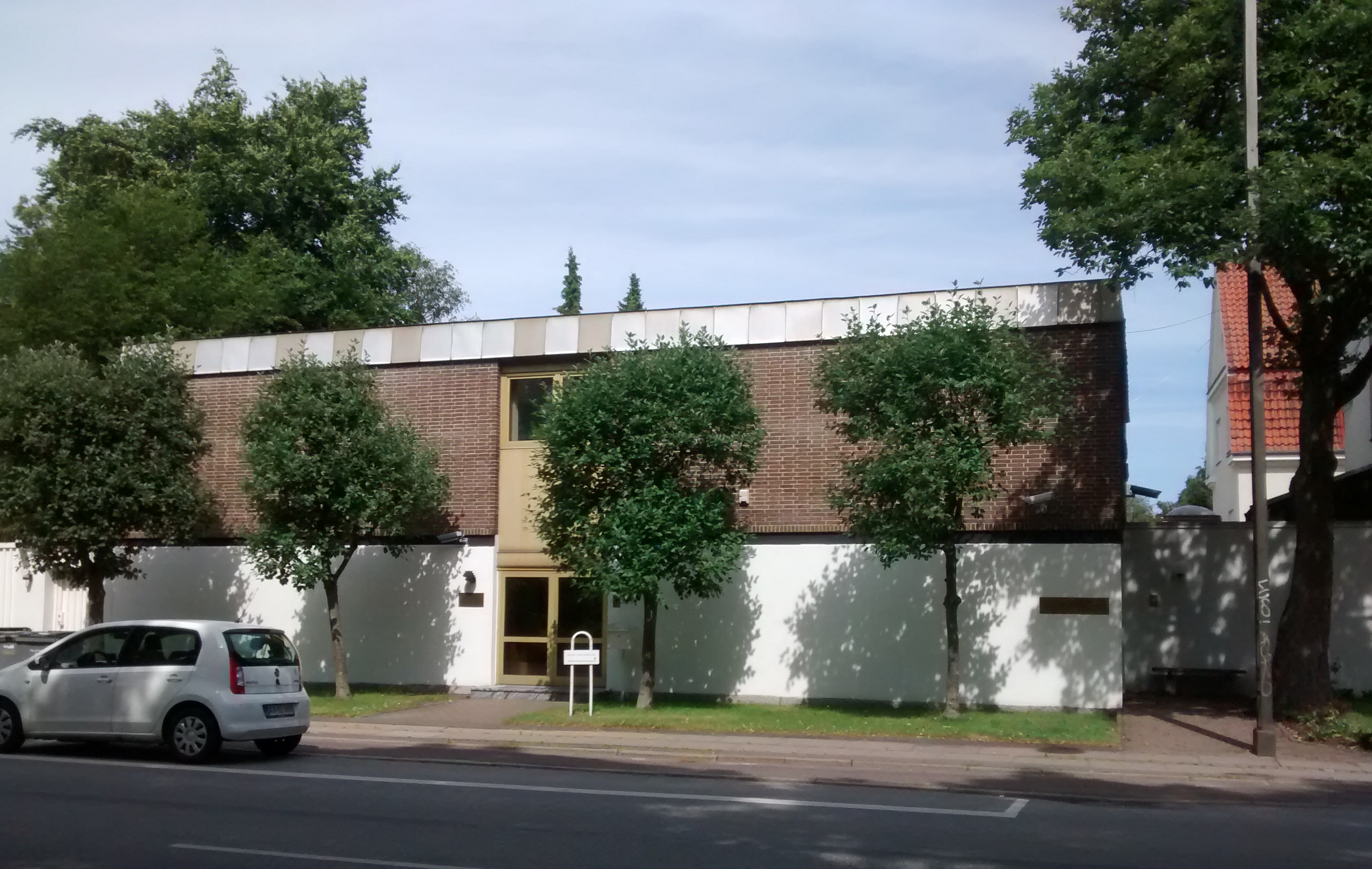
České velvyslanectví v Kodani

Seznam československých velvyslanců v Dánském království obsahuje vedoucí diplomatické mise Československé republiky v Dánském království. Již na počátku 13. století proběhly první vzájemné kontakty, když byli k českému králi Přemyslu Otakarovi I. na míšeňský dvůr vysláni dánští poslové, aby sjednali sňatek jeho dcery Markéty. Ta se roku 1205 provdala v Lübecku za dánského krále Valdemara II. Vítězného a stala se dánskou královnou Dagmar. Vzájemné diplomatické vztahy započaly po uznání Československa ze strany dánské monarchie 25. května 1919. Česká republika pak v lednu 1993 navázala s Dánským královstvím na předchozí diplomatické styky československého státního útvaru. 

## Vyslanci Československa
- od 27.5.1920 vyslanec Miroslav Plesinger-Božinov
- od 11.2.1927 vyslanec Bohdan Pavlů
- od ?.10.1933 chargé d’affaires Jan Reisser
- od 21.7.1934 vyslanec Čeněk Ibl mladší
- v letech 1939–1945 diplomatické styky přerušeny
- od 22.11.1945 vyslanec Zdeněk Němeček
- od 3.6.1949 vyslanec Vladimír Matula
- od 11.2.1952 vyslanec Karel Lukeš
- od 3.5.1955 vyslanec Jaroslav Reimoser

## Velvyslanci Československa
- od 16.9.1960 velvyslanec Emil Hršel
- od 27.8.1964 velvyslanec Jaroslav Šmíd
- od 11.12.1969 velvyslanec Antonín Vasek (emigroval roku 1970)
- od 24.11.1971 velvyslanec Jiří Skoumal
- od 15.3.1976 velvyslanec František Mika
- od 17.9.1980 velvyslanec Břetislav Matonoha
- od 19.5.1983 velvyslanec Alois Kusalík
- od 3.11.1988 velvyslanec Ľudovít Pezlár
- od ?.9.1990[pozn. 1] velvyslankyně Hana Ševčíková  (v rámci České republiky od ledna 1993 do roku 1995)